# Arroio Dilúvio
Arroio Dilúvio är ett vattendrag i Brasilien.   Det ligger i delstaten Rio Grande do Sul, i den södra delen av landet, 1 600 km söder om huvudstaden Brasília.
Runt Arroio Dilúvio är det i huvudsak tätbebyggt. Runt Arroio Dilúvio är det mycket tätbefolkat, med 2 811 invånare per kvadratkilometer.